# Мунтяну, Мариан
Мариан Теофан Драгош Мунтяну (рум. Marian Teofan Dragoș Munteanu; 19 июня 1962, Грэдиштя, Джурджу) — румынский политик, лидер протестной Голаниады, участник уличных столкновений в июне 1990. Националист и антикоммунист, продолжатель «легионерской» традиции, видный деятель нескольких правых партий. Известен также как этнолог, филолог и религиовед.

## В университете
Родился в семье провинциальной интеллигенции. Имеет двух братьев и сестру. Отец-инженер был родом из южной Бессарабии, мать-учительница — из Западной Молдавии, принадлежала к традиционной аромунской знати. Дед по отцовской линии служил в румынской королевской армии, после присоединения Бессарабии к СССР был арестован НКВД, шестнадцать лет провёл в ГУЛАГе.
Мариан Мунтяну окончил в Бухаресте филологическую школу. Первая попытка поступить в вуз ему не удалась. В 1983—1987 работал в столичном метро. В 1987 поступил на факультет литературы Бухарестского университета. Специализировался на румыно-португальских лингвистических связях. Занимался исследованиями творчества Михая Эминеску и румынского фольклора. Выезжал в этнологические экспедиции. Среди преподавателей и научных руководителей Мунтяну были известные учёные — фольклорист Михай Поп, этнограф Эрнест Берня, этнолог Силвиу Ангелеску, богослов Думитру Стэнилоаэ.
В университетские годы Мариан Мунтяну входил в круг христианского философа-диссидента Петре Цуци — бывшего «легионера-железногвардейца», политзаключённого при Георгиу-Деже. («Легионером» в своё время был и профессор Берня.) Сам Мунтяну с юности придерживался националистических и антикоммунистических взглядов. Организовывал неформальные студенческие дискуссии и коллоквиумы о таких авторах, как Мирча Элиаде, Николае Йорга, Нае Ионеску. Из-за связи с Цуцей несколько раз допрашивался Секуритате по поводу «христианской пропаганды против марксизма-ленинизма».
В то же время Мунтяну не вступал в открытый конфликт с властями СРР, не примыкал к диссидентству. Состоял в румынском комсомоле, был секретарём Студенческой коммунистической ассоциации (ACS), даже вступил в правящую компартию РКП. Как функционер ACS отстаивал учебные и бытовые интересы студентов, в партии активности не проявлял. В 2016 в СМИ была опубликована информация об обязательстве сотрудничества с Секуритате, подписанном Мунтяну в марте 1988 (при этом Мунтяну якобы отмежевался от взглядов Цуци). Утверждалось, будто Мунтяну давал информацию о преподавателе-португальце и иностранных туристах. Сам Мунтяну категорически опровергал подлинность документа.

## В Голаниаде
В декабре 1989 Румынская революция свергла коммунистический режим Чаушеску. Мариан Мунтяну участвовал в бухарестских демонстрациях 21 декабря. Через день, 23 декабря, инициировал создание антикоммунистической Студенческой лиги. Возглавлял лигу до 1991, когда окончил университет. С позиций жёсткого антикоммунизма критиковал Фронт национального спасения, президента Иона Илиеску, правительство Петре Романа. Характеризовал новый режим как «неокоммунистический».
С 22 апреля 1990 на Университетской площади Бухареста начались студенческие протесты против избрания главой государства бывшего члена ЦК РКП Илиеску. Программой протестующих являлась Тимишоарская прокламация — включая недопущение бывших функционеров РКП на высокие государственные посты. Акция получила название Голаниада. К студенческим выступлениям примкнули члены оппозиционных партий и другие противники ФНС, в общей сложности до 30 тысяч человек. Мариан Мунтяну выдвинулся в лидеры Голаниады. В своих речах с университетского балкона Мунтяну постоянно подчёркивал ненасильственный характер протеста. Но его пафос и харизма ориентировали протестующих на прямое действие.
13 июня 1990 полиция начала зачистку Университетской площади, завязались уличные столкновения. Демонстранты атаковали здание МВД и штаб-квартиру полиции. На следующий день по призыву Илиеску в Бухарест прибыли несколько тысяч шахтёров из долины Жиу. Шахтёры и полицейские силы жёстко подавили Голаниаду: шесть человек погибли, сотни ранены и арестованы. Мариан Мунтяну был избит в уличной драке до клинической смерти (избивавший его шахтёр даже провёл полтора месяца под арестом).
После реанимации Мариан Мунтяну был арестован и помещён в тюремную больницу Жилавы. Освободился 2 августа под давлением общественности: в его защиту выступали известные интеллектуалы, политики, деятели культуры — Эжен Ионеско, Корнелиу Копосу, Паул Гома, Моника Ловинеску, Штефан Димитреску и многие другие.

## В политике

### «Экстремизм» и бизнес
Роль в Голаниаде принесла Мариану Мунтяну общенациональную и мировую известность. Он включился в румынскую политику в качестве правого деятеля. Продолжал позиционироваться как приверженец Петре Цуци (до его кончины в 1991). В 1990 участвовал в создании Гражданского альянса, затем в 1992 — Движения за Румынию.
Движение за Румынию позиционировалось как национал-демократическое и христианско-демократическое, основанное на идеях Николае Йорги. Но высказывались и иные оценки: идеология Мунтяну и его партии основана на великорумынской и «легионерской» традиции, социальную базу составляют люди, «подверженные социальной деградации, ищущие в религии и духово-мистических практиках выхода из жизненных невзгод». В 1995 партия была распущена как «экстремистская» по требованию спецслужбы SRI.
На президентских выборах 1996 победу одержал Эмиль Константинеску — противник ФНС, СДП и Илиеску, активный участник Голаниады, стоявший на балконе рядом с Мунтяну. В годы его президентства Мунтяну отошёл от политики и успешно занимался бизнесом. Основал фирму кадрового отбора и консалтинга. Был вице-президентом Национального союза работодателей Румынии (CNPR) и Всеобщего союза промышленников Румынии (UGIR). Представлял CNPR в трёхстороннем диалоге «профсоюзы — предприниматели — правительство». В 2000 входил в румынскую делегацию на конференции МОТ в Женеве.
Эта деятельность Мунтяну подвергалась критике с радикально-демократических позиций. Отмечалось, что во главе CNRP и UGIR стояли бывшие офицеры Секуритате. Структуры, в руководство которых входил Мунтяну, способствовали наращиванию состояний недавних функционеров «чаушизма». Его экономический курс предполагал тесное аффилирование бизнеса с государством.

### Выборы и идеи
На парламентских и президентских выборах 2000 Мариан Мунтяну первоначально поддержал Румынскую партию национального единства (РПНЕ). Среди её лидеров был молдовский унионист, бывший премьер-министр Молдовы Мирча Друк. Обсуждалось выдвижение президентской кандидатуры Мунтяну. Он написал предвыборную программу, в которой говорилось о выдвижении молодого поколения государственных руководителей, «румынизации экономики», усилении армии, полиции и госбезопасности, укрепления морали и культуры на основе наследия Эминеску. Жёстко критиковал Мунтяну правление Илиеску и Константинску — за коррупцию, анархию и «бесплодный материализм, отрицающий румынские фундаментальные ценности».
Перед выборами РПНЕ создала коалицию Национальный альянс с Румынской национальной партией (РНП). Во главе РНП стоял профессор Вирджил Мэгуряну — первый директор SRI, активный участник подавления Голаниады. Мариан Мунтяну не раз обвинял Мэгуряну в кровавой расправе над молодёжью. Несмотря на это, Мунтяну согласился на союз — «чтобы остановить Илиеску».
Коалиция приняла за основу программный текст Мариан Мунтяну, но отклонила его предложения по кандидатурам в парламент. Мунтяну отказался баллотироваться и порвал с альянсом. В дальнейшем он негативно оценивал и второе правление «неокоммуниста» Илиеску, и президентство либерал-демократа Траяна Бэсеску.
В 2016 Мариан Мунтяну вступил в правящую Национал-либеральную партию (НЛП) президента Клауса Йоханниса. Был выдвинут в примары Бухареста. Кандидатура Мунтяну вызвала резкую критику. В частности, академик Николае Манолеску, университетский преподаватель Мунтяну, говорил о его «легионерских» воззрениях и эпатажных требованиях. В итоге Мунтяну снял свою кандидатуру и вышел из НЛП.
В том же 2016 Мариан Мунтяну учредил и возглавил правонационалистическую антиглобалистскую организацию Группа за Румынию («Альянс „Наша Румыния“»). Свою идеологическую концепцию Мунтяну пояснял в том плане, что глобализм в принципе — позитивное явление, «расширяющее горизонты человечества», но европейский глобализм современности негативен, поскольку «разрушает национальную идентичность».

### Российские связи
На протяжении ряда лет Мариан Мунтяну воспринимался как проводник интересов правящего режима РФ. Этому способствовала связь с кругом военного историка Мирчи Догару, в свою очередь связанного с Александром Дугиным, «горячим поклонником Корнелиу Кодряну». В 2016 Мунтяну участвовал в синайской встрече европейских сторонников Владимира Путина. В то же время даже критики Мунтяну признавали, что однозначно пропутинских и антизападных тезисов Мунтяну не произносил.
Вскоре после вторжения РФ в Украину в 2022 Мариан Мунтяну сказал, что в конвенциональной войне Европа одержит верх, но РФ может применить ядерное оружие. Он выразил надежду, что катастрофа будет предотвращена договорённостями.

## В культуре
С 1999 Мариан Мунтяну преподаёт в Бухарестском университете этнологию, антропологию, фольклор и историю религии. В 2005 защитил докторскую диссертацию «Фольклор мест заключения — идея свободы в традиционной румынской культуре». Опубликовал ряд сочинений по этнологии, фольклористике, религиоведению, истории румынской литературы.
Состоит в организации ветеранов революции «Ассоциация 21 декабря», является почётным членом Студенческой лиги, участвует в мероприятиях. С 2002 вице-президент Лиги румынской культуры. В 2003 основал гуманитарную НПО Euxinus. Встречался и проводил публичные церемониалы с предстоятелем Румынской православной церкви патриархом Феоктистом, предстоятелем Эфиопской православной церкви патриархом Абуной Павлом, президентом Албании Альфредом Мойсиу. Но при высоком научном, культурном и политическом статусе более всего известен как лидер Голаниады.

## Награды
- Звание «Борец за победу Румынской революции декабря 1989 года» (30 ноября 1992 года)[15]